# AEK Arena
AEK Arena – Georgios Karapatakis (gr. AEK Αρένα – Γεώργιος Καραπατάκης) – stadion piłkarski w miejscowości Larnaka na Cyprze.

## Historia
14 sierpnia 2015 roku właściciel klubu piłkarskiego AEK Larnaka – Andreas Karapatakis ogłosił, że klub wybuduje nowy stadion o pojemności 5600 miejsc z możliwością powiększenia do 8000 miejsc, a większość planowanych kosztów (5,5 miliona Euro) mają ponieść udziałowcy klubu. Stadion powstał w ekspresowym tempie, bowiem inauguracje planowano już  na start sezonu Protathlima A’ Kategorias (2016/2017) – 20 sierpnia 2016 roku. AEK pierwszy mecz w roli gospodarza miał rozegrać w 3. kolejce przeciwko Karmiotissa Pano Polemidia, jednak po pierwszej sesji treningowej zawodnicy zgodnie przyznali, że murawa jest zbyt nierówna i niebezpieczna, aby można było rozegrać na niej mecz, w związku z czym spotkanie przeniesiono na stadion Neo GSZ.
Ostatecznie pierwszy mecz odbył się niewiele ponad miesiąc później, a inauguracja wypadła niezwykle okazałe, bowiem zielono-żółci pokonali zespół Aris Limassol 4:0. Oficjalnego otwarcie dokonał w dniu 27 listopada 2016 roku prezydent Republiki Cypryjskiej – Nikos Anastasiadis, na którym została mu przekazana koszulka AEK-u z numerem 94, który symbolizuje rok założenia klubu. Ostatecznie stadion ma pojemność 7400 miejsc, z możliwością powiększenia do 8000. Koszt budowy wyniósł około 10 milionów Euro.